# Elements – The Best of Mike Oldfield
Elements – The Best of Mike Oldfield je sedmé výběrové album britského multiinstrumentalisty Mika Oldfielda. Bylo vydáno v září 1993 (viz 1993 v hudbě) a v britském žebříčku prodejnosti hudebních alb se umístilo nejlépe na 5. příčce.
Album Elements – The Best of Mike Oldfield je jednodiskový výběr nejznámějších Oldfieldových hitů. Přibližně o dva měsíce později byl vydán čtyřdiskový reprezentativní výběr s názvem Elements: 1973–1991, takže deska Elements – The Best of Mike Oldfield se stala jakýmsi výběrem z výběru. Kromě známých písniček („Moonlight Shadow“, „To France“, „Islands“) obsahuje Elements – The Best of Mike Oldfield i tři krátké intrumentálky (např. „In Dulci Jubilo“) a výňatky z dlouhých instrumentálních kompozic (např. z Tubular Bells). Album je tak průřezem Oldfieldovy tvorby mezi lety 1973 a 1992.
Zároveň bylo vydáno na VHS stejnojmenné videoalbum, které obsahuje videoklipy známých Oldfieldových skladeb a písniček.

## Skladby
1. „Tubular Bells (Opening Theme)“ (Oldfield) – 4:19
2. „Family Man“ (Oldfield) – 3:45
3. „Moonlight Shadow“ (Oldfield) – 3:36
4. „Heaven's Open“ (Oldfield) – 4:27
5. „Five Miles Out“ (Oldfield) – 4:15
6. „To France“ (Oldfield) – 4:43
7. „Foreign Affair“ (Oldfield/Oldfield, Reillyová) – 3:54
8. „In Dulci Jubilo“ (Pearsall, úprava Oldfield) – 2:50
9. „Shadow on the Wall (Extended Version)“ (Oldfield) – 5:07
10. „Islands“ (Oldfield) – 4:17
11. „Étude (Single Version)“ (Tárrega, úprava Oldfield) – 3:07
12. „Sentinel (Single Restructure)“ (Oldfield) – 3:56
13. „Ommadawn (Excerpt)“ (Oldfield) – 3:38
14. „Incantations Part Four (Excerpt)“ (Oldfield/Jonson) – 4:39
15. „Amarok (Excerpt)“ (Oldfield) – 4:43
16. „Portsmouth“ (tradicionál, úprava Oldfield) – 2:02